# Stellaris (videogioco 2016)
Stellaris è un videogioco strategico in tempo reale, a grande scala e 4X. È stato pubblicato il 9 maggio 2016 tramite la piattaforma Steam di Valve ed è disponibile per Microsoft Windows, OS X e Linux. Il gioco consiste nel gestire una civiltà (umana o aliena) a partire dall'anno 2200, esplorando e colonizzando lo spazio.

## Modalità di gioco
Il gioco inizia nell'anno 2200, con l'assunzione del controllo di una civiltà agli albori dell'esplorazione spaziale, poco dopo la scoperta della tecnologia necessaria per i viaggi interstellari (FTL). In base ad alcuni fattori, come l'etica e le caratteristiche della propria specie, l'obiettivo finale può variare dalla conquista galattica, al raggiungimento della supremazia tecnologica, politica o economica sino alla coesistenza pacifica proficua o alla distruzione assoluta di tutta la vita senziente. Il giocatore controlla una propria flotta, costituita da navi scientifiche, da costruzione e militari. Il combattimento include sia scontri spaziali che invasioni planetarie. Ci sono anche opzioni diplomatiche come alleanze difensive, federazioni, accordi commerciali, vassallaggio e la possibilità di aderire ad una grande Comunità Galattica dotata di Senato.
Durante le prime spedizioni esplorative, si troveranno via via indizi sempre più forti della presenza di altre forme di vita aliena nella galassia. Da prima gli equipaggi troveranno fauna e flora aliena su pianeti abitabili e persino nello spazio (come le amebe spaziali o i Tyanki, "balene spaziali" simili a cefalopodi), poi si scoprirà che civiltà intelligenti ed avanzate sono, almeno in un lontano passato, esistite, ed infine si troveranno altre civiltà aliene contemporanee alla propria. Tali civiltà possono essere come la nostra, antiche e superiori (gli imperi caduti, che un tempo dominavano la galassia e sono rimasti confinati a pochi sistemi stellari) o non aver ancora scoperto il volo interstellare (civiltà pre-FTL, che possono essere studiate ed evolversi in civiltà FTL durante il gioco). 
Il giocatore può iniziare una partita scegliendo un impero precostituito, oppure creandone manualmente uno. Durante la creazione manuale è possibile decidere l'aspetto della specie, delle città e delle navi tra quelli disponibili, i suoi tratti caratteristici, le sue origini, il governo, la bandiera dell'impero e le varie denominazioni per la specie, il pianeta, la stella, il leader eccetera.
Ogni partita inizia su un singolo pianeta, la capitale del futuro impero, con alcune stazioni minerarie e/o scientifiche, una nave da costruzioni, una scientifica, tre corvette e una base stellare, che può fungere sia da cantiere navale che da fortezza difensiva, o avere altri ruoli in base ai moduli che ospiterà. Nei primi tempi di gioco il giocatore può focalizzarsi nell'espansione del proprio impero e nell'esplorazione della galassia. Il mid-game sarà focalizzato sulla diplomazia e sul potenziamento delle proprie infrastrutture. Nel late-game, infine, possono avvenire delle crisi in grado di causare gravi ripercussioni su tutta la galassia. Ad esempio un'IA dormiente potrebbe risvegliarsi e iniziare un protocollo di "sterilizzazione" della galassia dalla vita biologica, oppure l'universo potrebbe essere invaso da esseri extra-dimensionali il cui unico scopo è divorare la vita che incontrano. Gli sviluppatori hanno volutamente inserito questa caratteristica per ovviare a un problema comune in molti giochi 4X: verso la fine della partita, la vittoria dell'impero più potente (che sia del giocatore o generato dal gioco) pare inevitabile. Con le crisi, gli sviluppatori hanno voluto aggiungere una sfida in più accompagnata dalla possibilità di recuperare il punteggio approfittando dell'indebolimento dell'impero predominante.

## Sviluppo
Stellaris è stato prodotto dalla Paradox Development Studios e pubblicato dalla compagnia gemella Paradox Interactive. Il gioco utilizza lo stesso motore Clausewitz Engine, usato sin dal titolo Europa Universalis III nel 2007, anche se modificato in alcune parti. Fu annunciato ufficialmente al Gamescom del 2015, e fu pubblicato il 9 maggio 2016.
Dopo il lancio, gli sviluppatori confermarono che sarebbero state creare espansioni per il gioco base, e sarebbero usciti aggiornamenti periodici gratuiti per risolvere alcuni bug e fornire nuove caratteristiche di gameplay. Gli update erano tutti chiamati in onore di famosi scrittori di fantascienza (Arthur C. Clarke, Isaac Asimov, Robert A. Heinlein, Iain Banks, Douglas Adams, Karel Čapek, Pierre Boulle, C. J. Cherryh, Larry Niven, Ursula K. Le Guin, Gene Wolfe, Tanith Lee, Mary Shelley, Jules Verne, H. G. Wells, Octavia E. Butler, Philip K. Dick, Stanisław Lem e Frank Herbert), ma dagli ultimi aggiornamenti vengono utilizzati nomi di costellazioni (Libra, Cepheus, Fornax, Orion, Canis Minor e Gemini). L'unica eccezione a questi schemi fu la patch 1.4, chiamata "Kennedy" come tributo ad Alexis Kennedy, game writer che ha scritto la catena di eventi narrativi horror Horizon Signal per il gioco, attualmente ottenibile come contenuto scaricabile allegato gratuitamente. La prima patch maggiore (1.1 "Clarke") uscì il primo giugno 2016, comprendendo numerosi miglioramenti all'intelligenza artificiale di gioco, così come una nuova razza preimpostata.

## Espansioni
I DLC di Stellaris si suddividono in 5 categorie.
- Espansioni: DLC che cambiano più o meno radicalmente l'esperienza di gioco. Utopia introduce nuovi stili di gioco e modi per dare lustro al proprio impero; Apocalypse aggiunge nuove minacce e tipi di navi spaziali estremamente potenti (come il Colosso, in grado di distruggere interi pianeti); Federations offre più origini per gli imperi e nuove opzioni diplomatiche; Megacorp permette di creare imperi commerciali che soppiantano il ruolo politico; Nemesis aggiunge opzioni per acquisire il dominio galattico tramite sotterfugi o diventando una crisi; Overlord approfondisce le meccaniche del vassallaggio e porta nel gioco ulteriori megastrutture strategiche; Galactic Paragons rivisita la gestione dei leader aggiungendo "eroi" leggendari e tratti esclusivi e Machine Age introduce robot individualisti e numerose opzioni di ascensione iper-tecnologica.
- Pacchetti narrativi: sono pacchetti di contenuti che ampliano la lore del gioco aumentando la quantità di eventi e anomalie presenti. Leviathans inserisce i guardiani (grandi creature e potenti oggetti che si trovano nello spazio profondo); Distant Stars aggiunge ulteriori guardiani, nuove anomalie e un evento legato ad un cluster di stelle fuori dalla galassia principale; Sinthetic Dawn aggiunge imperi gestalt AI e guerre civili tra robot e organici; Ancient Relics rivoluziona l'archeologia con nuovi siti archeologici e potenti reliquie attivabili e First Contact approfondisce le interazioni con le specie pre-FTL e aggiunge alcune origini basate sull'incontro prematuro con pericoli di origine aliena.
- Pacchetti specie: sono contenuti minori che espandono i fenotipi di una categoria già presente o aggiungono una nuova classe di specie. Di solito sono accompagnati da elementi a tema come skin di navi, sfondi cittadini e nuovi tratti. Il Plantoids Species Pack aggiunge una classe di alieni semi-vegetali; l'Humanoids Species Pack espande la categoria degli umanoidi; il Lithoids Species Pack introduce alieni fatti di roccia; il Necroids Species Pack porta nel gioco creature zombie, necrofaghe o negromanti; l'Aquatic Species Pack introduce ritratti ed elementi a tema acquatico e marinaresco e il Toxoids Species Pack introduce creature e funzioni legate a gas tossici e pericoli biologici. Notare che anche altre espansioni possono includere ritratti, come l'espansione Machine Age, che aggiunge i due set sintetici e cibernetici, e il pacchetto narrativo Leviathans che presenta alcuni ritratti di specie carine.

Due nuove categorie sono state introdotte a partire dalla fine del 2023: 
- Espansioni narrative: sono DLC pensati per cambiare maggiormente il gioco rispetto ai regolari pacchetti narrativi, ma senza introdurre grandi cambiamenti nelle meccaniche principali come le espansioni principali. Astral Planes, che introduce le fratture astrali (la cui esplorazione segue un'impostazione simile a quella dei siti archeologici), è l'unico attualmente classificato come tale.
- Espansioni meccaniche: si tratta di pacchetti minori che alterano aspetti specifici del gameplay. Cosmic Storms, l'unico DLC facente parte della categoria, espande il concetto delle tempeste spaziali per conferire ad esso un maggiore valore strategico all'interno del gameplay.

## Accoglienza
Ha ricevuto un'accoglienza molto positiva: sul sito aggregatore di recensioni Metacritic il gioco ha un punteggio di 78/100, basato su 57 recensioni. Anche in Italia il gioco ha ricevuto recensioni positive: Multiplayer.it gli ha assegnato un voto di 9.2 su 10 mentre IGN Italia è arrivata a 9.3.